# Spatulosia
Spatulosia is een geslacht van vlinders van de familie spinneruilen (Erebidae), uit de onderfamilie Arctiinae.

## Soorten
- S. griveaudi de Toulgoët, 1972
- S. legrandi de Toulgoët, 1965
- S. malgassica de Toulgoët, 1966